# Iberochondrostoma oretanum
Iberochondrostoma oretanum é uma espécie de peixe actinopterígeo da família Cyprinidae. Esta espécie é encontrada apenas na Espanha, tendo rios intermitentes como seu habitat natural. Esta espécie, no entanto, está ameaçada de perda de habitat.